# Diodontus medius
Diodontus medius är en stekelart som beskrevs av Anders Gustav Dahlbom 1845. Diodontus medius ingår i släktet Diodontus, och familjen Crabronidae. Arten är reproducerande i Sverige.